# Amphidrina agrotina
Amphidrina agrotina är en fjärilsart som beskrevs av Otto Staudinger 1892. Amphidrina agrotina ingår i släktet Amphidrina och familjen nattflyn. Inga underarter finns listade i Catalogue of Life.